# Lamberto Petri
Pour les articles homonymes, voir Petri.
Lamberto Petri (né le 21 janvier 1910 à Lucques et mort le 28 novembre 1964 à San Francisco) est un footballeur italien qui évoluait au poste de défenseur.

## Biographie

### Carrière de joueur

#### Carrière en club
Lamberto Petri est joueur du Lucchese 1905 de 1929 à 1935.
Lors de la saison 1935-1936, il joue avec le Bologna FC en première division italienne.
Petri retrouve le Lucchese 1905 en 1936 et raccroche les crampons en 1939.
Il dispute au total 26 matchs en première division italienne pour deux buts marqués.

#### Carrière en sélection
Il fait partie de l'équipe nationale italienne médaillée d'or aux Jeux olympiques de 1936. Il ne dispute aucun match durant le tournoi.

## Palmarès
| \| Bologna FC - Championnat d'Italie (1) : - Champion : 1935-36. \| |  | Italie - Jeux olympiques (1) : - Or : 1936. |
| Bologna FC - Championnat d'Italie (1) : - Champion : 1935-36.       |  |                                             |